# Хем, Лоренс ван дер
Лоренс ван дер Хем (нидерл. Laurens van der Hem; 1621—1678) — голландский юрист, коллекционер географических карт и пейзажных гравюр.

## Биография
Ван дер Хем родился в Амстердаме в семье адвоката Исбранда ван дер Хема и Гертруи Спигел, дочери поэта и философа Хендрика Лауренса Спигела. Его дяди по отцовской линии также были известны; его дядя Герман был одарённым рисовальщиком, дядя Хендрик стал юристом и собрал большую библиотеку, а дядя Аренд в 1620 году был посвящён в рыцари императором Фердинандом II и называл себя «Оруженосец Арнольд ван дер Хем, рыцарь, лорд Недерстейна, Корла и Хильтепранта».
По данным Нидерландского института истории искусств (RKD), Ван дер Хем путешествовал по Италии, а по возвращении женился и поселился в Херенграхте, аристократическом жилом районе на одном из трёх главных каналов Амстердама. Там он собрал материал, который использовал для дополнения своего личного экземпляра географического «Большого атласа» (лат. Atlas Maior). Принадлежавшая ему копия атласа теперь известна как «Атлас Евгения, или Атлас Блау-ван дер Хема» (фр. Le Grand Atlas, ou Cosmographie Blaviane, en laquelle est exactement descritte la terre, la mer, et le ciel) и ныне хранится в Австрийской национальной библиотеке в Вене.
«Большой атлас» был популярен в Амстердаме, он публиковался частями, начиная с 1649 года (последний том вышел в 1673 году), в 11 томах с золотым тиснением. Это была самая большая и самая дорогая книга, изданная в семнадцатом веке. Она включала 594 карты и около 3000 страниц текста. Чтобы сэкономить деньги, коллекционеры могли покупать его просто, без рукописных миниатюр. Однако Лоренс ван дер Хем пошёл дальше и распорядился награвировать и распечатать свои карты, а затем попросил лучшего профессионального картографа Дирка Янса ван Сантена, раскрасить их вручную.
Одиннадцать томов атласа Блау составляют основную часть личного экземпляра ван дер Хема, но они также включают ряд дополнений, в том числе том секретных карт, созданных Голландской Ост-Индской компанией (VOC), которые никогда не входили в первую публикацию. Вся коллекция Ван дер Хема состоит из 46 томов с четырьмя приложениями и портфолио отдельных карт, которые вместе включают более 2400 полноцветных карт и рисунков портов, башен и пейзажей известных голландских художников, таких как Андрис Бекман, Гаспар Буттатс, Ян Петерс Первый, Бонавентура Петерс Старший, Жак Калло и Корнелис Герритс Декер. Некоторые художники, которые привозили рисунки, сделанные во время своих путешествий, также включали свои работы в атлас, например, Ламберт Домер, Ян Хаккерт, Адриан Матам, Рулант Саверей, Виллем Схеллинкс, Рейнир Нумс, известный как «Зееман», и многие другие.

## Судьба Атласа ван дер Хема
Уникальная коллекция карт Ван дер Хема стала популярной достопримечательностью Амстердама ещё при жизни собирателя, и многие путешественники, посещавшие в то время Амстердам, заходили в дом Ван дер Хема, чтобы просмотреть коллекцию. Одним из них был Козимо III Медичи, великий герцог Тосканы, посетивший Херенграхт 2 января 1668 года.
9 марта 1711 года немецкий странствующий учёный Захариас Конрад фон Уффенбах нанёс визит дочери Лоренса Агате (Юнгфер ван дер Гемм), чтобы посмотреть её «Голубой атлас», за который граф д’Аво предложил ей 20 000 гульденов, но который она оценила в 50 000 гульденов. Сообщается, что Конрад фон Уффенбах был впечатлён раскраской, выполненной мастером, которого он называл Дирком Янссеном ван Сантеном.
После смерти Ван дер Хема в 1678 году атлас унаследовала его жена, а после её смерти — дочь Агата, а затем и другая дочь Агнес. После смерти Агнес в 1712 году внук Ван дер Хема продал его на аукционе в 1730 году принцу Евгений Савойский Евгению Савойскому, штатгальтеру контролируемых Австрией Южных Нидерландов, за 22 000 флоринов. После покупки атлас стал называться «Атласом Евгения» (Eugenius-atlas). Принц перевёз раритет в Вену, где до настоящего времени атлас является одним из самых ценных экспонатов в коллекции Австрийской национальной библиотеки.
«Атлас Евгения» чуть не погиб во время пожара в 1992 году, но с тех пор был оцифрован и в 2003 году добавлен в реестр ЮНЕСКО «Память мира» (UNESCO Memory of the World Register). В 2011 году был завершён проект факсимильного издания «Атласа Блау- ван дер Хема».
- Титульный лист издания Большого атласа Блау-ван дер Хема
- Artesia Comitatus (Карта Голландии). 1659
- Новый Атлас или “Театр мира”. Испанское издание. 1664
- Карта Пуэрто-Рико
- Замок Эльмина на побережье современной Ганы
- Карта Новой Англии (Новой Бельгии)
- Карта Новой Бельгии. Раскрашенная гравюра